# Havinnes
Havinnes is een dorp in de Belgische provincie Henegouwen, en een deelgemeente van de Waalse stad Doornik. Havinnes was een zelfstandige gemeente, tot die bij de gemeentelijke herindeling van 1977 toegevoegd werd aan de gemeente Doornik.

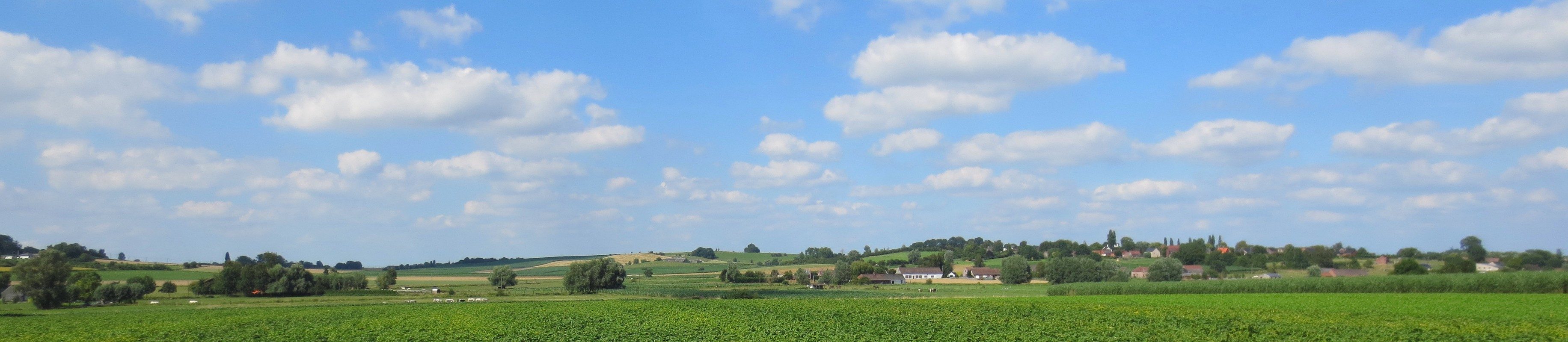
Zicht op Havinnes

## Bezienswaardigheden
- De Sint-Amanduskerk (Église Saint-Amand) is een bakstenen neoclassicistische kerk, gebouwd in 1858-1859.

## Natuur en landschap
Havinnes ligt op een hoogte van 32 meter aan de kerk. Direct ten zuidoosten ligt de Carrière de Gaurain die tot 20212 in gebruik was.

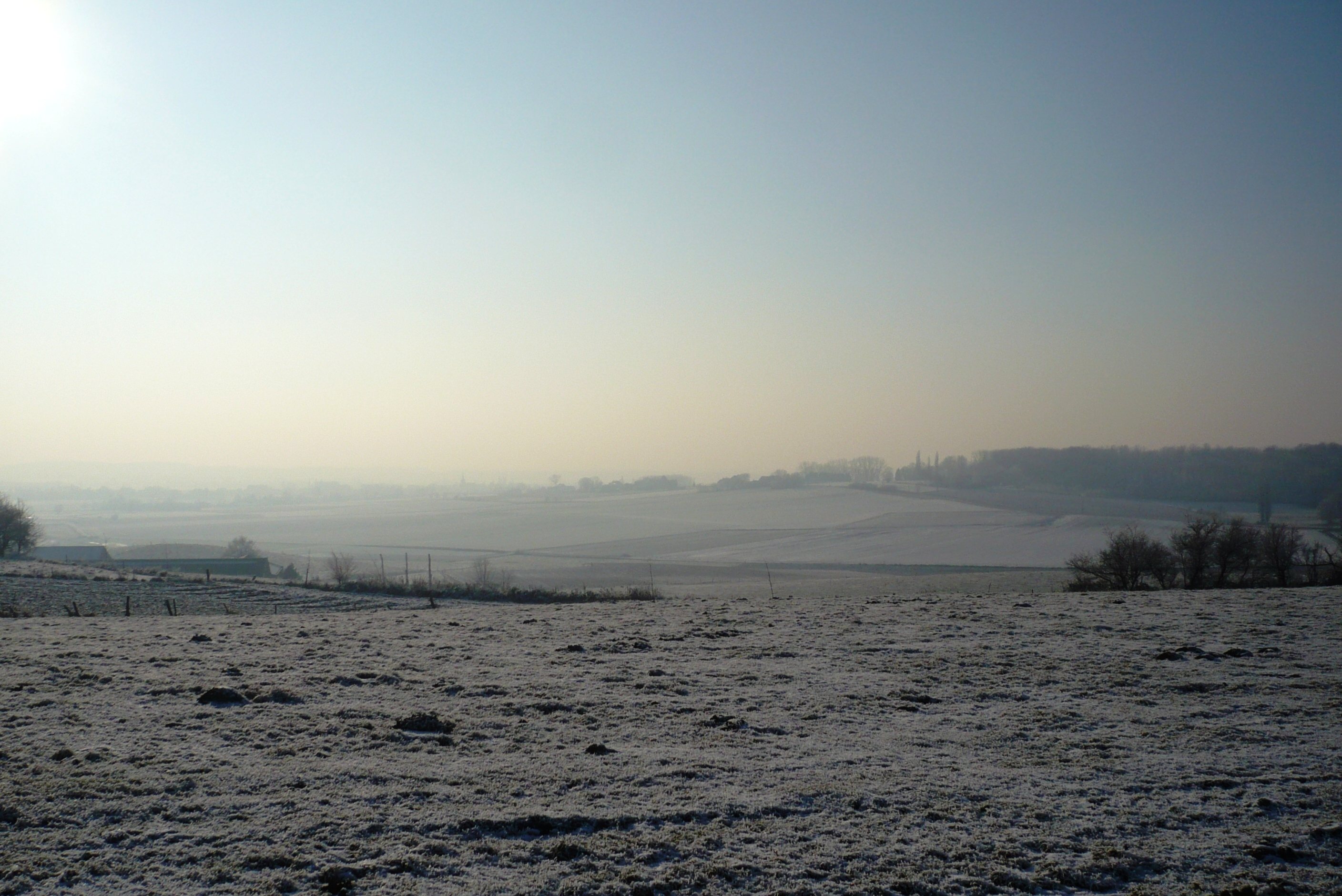
Winterlandschap rond Havinnes

## Demografische ontwikkeling
- Bronnen:NIS, Opm:1831 tot en met 1970=volkstellingen

## Nabijgelegen kernen
Rumillies, Mourcourt, Melles, Beclers, Ramecroix